# Wasilij Kardakow
Wasilij Aleksiejewicz Kardakow, ros. Василий Алексеевич Кардаков (ur. w 1903 r. w Tyflisie w Rosji, zm. w 1946 r. w ZSRR) – radziecki wojskowy (pułkownik), komendant kolaboracyjnej milicji miejskiej w Bobrujsku, inspektor batalionów ROA we Francji i w Danii, a następnie zastępca szefa oddziału artylerii w sztabie Sił Zbrojnych Komitetu Wyzwolenia Narodów Rosji podczas II wojny światowej.
Od 1918 r. służył w wojskach białych, zaś od 1 marca 1920 r. w armii bolszewickiej. Do 1925 r. był pomocnikiem lekarza w szkole felczerów, 1 armijnym szpitalu i szpitalu 7 pułku strzeleckiego w Stawropolu. Latem 1924 r. brał udział w pacyfikowaniu antysowieckiego powstania w Gruzji. W latach 1925–1927 szkolił się na wydziale artyleryjskim szkoły piechoty w Tyflisie. Od 1929 r. służył w 1 kaukaskim pułku artylerii w Kutaisi. W latach 1930–1938 uczył w szkole artylerii w Leningradzie kolejno jako dowódca kursu, adiutant, zastępca kombata, kombat i wykładowca. W 1936 r. awansował do stopnia kapitana. Do 1940 r. w stopniu majora pełnił funkcje dowódcy dywizjonu artylerii, dowódcy kursów młodszych lejtnantów i zastępcy dowódcy pułku w 115, a następnie 111 pułku artylerii. W 1940 r. został zastępcą dowódcy 40 zapasowego pułku artylerii, a następnie dowódcą szkolnego dywizjonu artylerii w szkole artylerii w Kijowie. Od marca 1941 r. był zastępcą komendanta szkoły artylerii w Tomsku. Po ataku Niemiec na ZSRR 22 czerwca tego roku, został w sierpniu w stopniu pułkownika dowódcą artylerii 280 dywizji strzeleckiej. We wrześniu został uznany za zaginionego. Nie wiadomo, czy został wzięty do niewoli, czy sam przeszedł na stronę niemiecką. W 1943 r. podjął kolaborację z okupantami, obejmując funkcję komendanta milicji w Bobrujsku. W maju tego roku skierowano go do szkoły propagandystów ROA w Dabendorfie, ale wkrótce został osadzony w obozie jenieckim. Od pocz. 1944 r. służył w sztabie gen. Ernsta Köstringa jako inspektor batalionów ROA stacjonujących we Francji i w Danii. W sierpniu tego roku ponownie trafił do szkoły ROA w Dabendorfie. Od listopada był w stopniu pułkownika zastępcą szefa oddziału artylerii w sztabie Sił Zbrojnych Komitetu Wyzwolenia Narodów Rosji. W marcu 1945 r. został oddelegowany do Berlina, ale w Salzburgu przyłączył się do Kozackiej brygady kawalerii dowodzonej przez gen. Antona W. Turkula. Objął dowództwo mieszanego pułku strzeleckiego. 4 maja tego roku został aresztowany przez Amerykanów i osadzony w obozie jenieckim. W kwietniu 1946 r. wydano go Sowietom, którzy skazali go na karę śmierci przez rozstrzelanie.